# James Forrest
James Forrest (Prestwick, 7 juni 1991) is een Schots voetballer die doorgaans als rechtsbuiten speelt. Hij stroomde in 2010 door vanuit de jeugd van Celtic. Forrest debuteerde in 2011 in het Schots voetbalelftal.

## Clubcarrière
Op 30 augustus 2009 tekende Forrest een vierjarig contract bij Celtic. Hij speelt sinds 2003 in de jeugd van de topclub. Op 1 mei 2010 maakte hij op achttienjarige leeftijd zijn debuut als invaller in een competitiewedstrijd tegen Motherwell. In juli 2010 maakte hij zijn Europees debuut tegen SC Braga. Op 28 januari 2011 tekende Forrest een nieuw vijfjarig contract. In augustus 2011 zei aanvoerder Scott Brown dat Forrest de beste jeugdspeler was die doorbrak bij Celtic sinds Aiden McGeady. In januari 2012 noemde de wereldvoetbalbond FIFA Forrest een van de dertien spelers die in 2012 van zich zouden laten horen. In mei 2012 behaalde hij met Celtic de Schotse landstitel; in de seizoenen 2012/13, 2013/14 en 2014/15 werd opnieuw het landskampioenschap gewonnen. Forrest speelde op 1 augustus 2015 zijn honderdste competitiewedstrijd voor Celtic, een thuiswedstrijd tegen Ross County die met 2–0 werd gewonnen.

## Clubstatistieken
| Seizoen     | Club           | Competitie           | Competitie | Competitie | Competitie | Beker | Beker | Beker | Europa | Europa | Europa | Totaal | Totaal | Totaal |
| Seizoen     | Club           | Competitie           | Wed.       | Dlp.       | Ass.       | Wed.  | Dlp.  | Ass.  | Wed.   | Dlp.   | Ass.   | Wed.   | Dlp.   | Ass.   |
| ----------- | -------------- | -------------------- | ---------- | ---------- | ---------- | ----- | ----- | ----- | ------ | ------ | ------ | ------ | ------ | ------ |
| 2009/10     | Celtic Glasgow | Scottish Premiership | 2          | 1          | 0          | 0     | 0     | 0     | 0      | 0      | 0      | 2      | 1      | 0      |
| 2010/11     | Celtic Glasgow | Scottish Premiership | 19         | 3          | 1          | 3     | 0     | 0     | 3      | 0      | 0      | 25     | 3      | 1      |
| 2011/12     | Celtic Glasgow | Scottish Premiership | 29         | 7          | 6          | 6     | 2     | 0     | 8      | 0      | 1      | 43     | 9      | 7      |
| 2012/13     | Celtic Glasgow | Scottish Premiership | 15         | 3          | 3          | 5     | 1     | 4     | 9      | 0      | 1      | 29     | 4      | 8      |
| 2013/14     | Celtic Glasgow | Scottish Premiership | 16         | 4          | 5          | 1     | 0     | 0     | 10     | 3      | 0      | 27     | 7      | 5      |
| 2014/15     | Celtic Glasgow | Scottish Premiership | 19         | 3          | 3          | 7     | 1     | 1     | 3      | 0      | 0      | 29     | 4      | 4      |
| 2015/16     | Celtic Glasgow | Scottish Premiership | 19         | 2          | 1          | 4     | 0     | 0     | 10     | 0      | 1      | 33     | 2      | 2      |
| 2016/17     | Celtic Glasgow | Scottish Premiership | 28         | 6          | 7          | 7     | 2     | 5     | 11     | 0      | 1      | 46     | 8      | 13     |
| 2017/18     | Celtic Glasgow | Scottish Premiership | 36         | 8          | 8          | 9     | 7     | 2     | 14     | 2      | 1      | 59     | 17     | 11     |
| 2018/19     | Celtic Glasgow | Scottish Premiership | 33         | 11         | 12         | 9     | 5     | 1     | 14     | 2      | 7      | 56     | 18     | 20     |
| 2019/20     | Celtic Glasgow | Scottish Premiership | 28         | 10         | 17         | 5     | 1     | 1     | 14     | 5      | 4      | 47     | 16     | 22     |
| 2020/21     | Celtic Glasgow | Scottish Premiership | 13         | 3          | 1          | 1     | 1     | 0     | 3      | 0      | 0      | 17     | 4      | 1      |
| 2021/22     | Celtic Glasgow | Scottish Premiership | 4          | 0          | 1          | 2     | 1     | 1     | 5      | 2      | 1      | 11     | 3      | 3      |
| Club Totaal | Club Totaal    | Club Totaal          | 261        | 61         | 64         | 59    | 21    | 15    | 104    | 14     | 17     | 423    | 96     | 96     |
| TOTAAL      | TOTAAL         | TOTAAL               | 261        | 61         | 64         | 59    | 21    | 15    | 104    | 14     | 17     | 423    | 96     | 96     |

## Interlandcarrière
Forrest speelde in diverse Schotse jeugdelftallen. Op 29 mei 2011 maakte hij zijn debuut in het Schots voetbalelftal tegen Ierland. Op 22 december 2011 werd bekend dat Forrest was uitgenodigd voor het Brits olympisch voetbalelftal voor de Olympische Spelen in Londen. Hij haalde de definitieve selectie niet. Forrest werd op 7 juni 2024 door bondscoach Steve Clarke opgenomen in de Schotse selectie voor het EK 2024 in Duitsland. Schotland werd in de groepsfase uitgeschakeld na nederlagen tegen Duitsland (5–1) en Hongarije (0–1) en een gelijkspel tegen Zwitserland (1–1). Forrest kwam niet in actie op het toernooi.

## Erelijst
Celtic FC
- Landskampioen

2011/12, 2012/13, 2013/14, 2014/15, 2015/16, 2016/17, 2017/18, 2018/19
- Scottish Cup

2010/11, 2012/13, 2015/16, 2017/18, 2018/19
- Scottish League Cup

2014/15, 2016/17, 2017/18, 2018/19, 2019/20
- Scottish Premier League -19

2009/10
1 Schmeichel ·
2 Johnston ·
3 Taylor ·
5 Scales ·
6 Trusty ·
7 Palma ·
8 Furuhashi ·
9 Idah ·
10 Kühn ·
12 Sinisalo ·
13 Yang ·
14 McCowan ·
15 Holm ·
17 Nawrocki ·
20 Carter-Vickers ·
27 Engels ·
28 Bernardo ·
29 Bain ·
38 Maeda ·
41 Hatate ·
42 McGregor  ·
49 Forrest ·
56 Ralston ·
57 Welsh ·
Coach: Rodgers
1 Marshall ·
2 O'Donnell ·
3 Robertson  ·
4 McTominay ·
5 Hanley ·
6 Tierney ·
7 McGinn ·
8 McGregor ·
9 Dykes ·
10 Adams ·
11 Christie ·
12 Gordon ·
13 Taylor ·
14 Fleck ·
15 Gallagher ·
16 Cooper ·
17 Armstrong ·
18 Turnbull ·
19 Nisbet ·
20 Fraser ·
21 McLaughlin ·
22 Patterson ·
23 Gilmour ·
24 Hendry ·
25 Forrest ·
26 McKenna ·
Coach: Clarke
1 Gunn ·
2 Ralston ·
3 Robertson  ·
4 McTominay ·
5 Hanley ·
6 Tierney ·
7 McGinn ·
8 McGregor ·
9 Shankland ·
10 Adams ·
11 Christie ·
12 Kelly ·
13 Hendry ·
14 Gilmour ·
15 Porteous ·
16 Cooper ·
17 Armstrong ·
18 Morgan ·
19 Conway ·
20 Jack ·
21 Clark ·
22 McCrorie ·
23 McLean ·
24 Taylor ·
25 Forrest ·
26 McKenna ·
Coach: Clarke